# Chihiro Muramatsu
Chihiro Muramatsu (村松千裕?, Muramatsu Chihiro; Kōfu, 22 maggio 1998) è una tennista giapponese.

## Carriera
Chihiro Muramatsu ha vinto 1 titolo in singolare e 3 titoli nel doppio nel circuito ITF in carriera. Ha raggiunto la sua migliore posizione nel singolare WTA, nr 205, il 24 febbraio 2020. Mentre il 2 aprile 2018 ha raggiunto il miglior piazzamento mondiale nel doppio, nr 303.

## Statistiche ITF

### Singolare

#### Vittorie (1)
| Torneo $100.000 (0) |
| Torneo $80.000 (0)  |
| Torneo $75.000 (0)  |
| Torneo $60.000 (0)  |
| Torneo $50.000 (0)  |
| Torneo $25.000 (1)  |
| Torneo $15.000 (0)  |
| Torneo $10.000 (0)  |

| N. | Data             | Torneo                    | Superficie | Avversaria in finale | Punteggio      |
| 1. | 24 novembre 2019 | ITF Womens Bhopal, Bhopal | Cemento    | Karman Thandi        | 6-1, 3-1, rit. |

#### Sconfitte (3)
| Torneo $100.000 (0) |
| Torneo $80.000 (0)  |
| Torneo $75.000 (0)  |
| Torneo $60.000 (0)  |
| Torneo $50.000 (0)  |
| Torneo $25.000 (1)  |
| Torneo $15.000 (1)  |
| Torneo $10.000 (1)  |

| N. | Data             | Torneo                                                 | Superficie | Avversaria in finale | Punteggio        |
| 1. | 27 dicembre 2015 | Sunrise Aluminium Women's Circuit, Hong Kong           | Cemento    | Emma Laine           | 1-6, 3-6         |
| 2. | 7 maggio 2017    | Thailand ITF Women's Pro Circuit, Distretto di Hua Hin | Cemento    | Michaela Haet        | 3–6, 7–6(5), 4–6 |
| 3. | 16 marzo 2025    | Mildura International, Mildura                         | Erba       | Lizette Cabrera      | 0-6, 5-7         |

### Doppio

#### Vittorie (3)
| Torneo $100.000 (0) |
| Torneo $80.000 (0)  |
| Torneo $75.000 (0)  |
| Torneo $60.000 (0)  |
| Torneo $50.000 (0)  |
| Torneo $25.000 (2)  |
| Torneo $15.000 (1)  |
| Torneo $10.000 (0)  |

| N. | Data            | Torneo                | Superficie  | Compagna       | Avversarie in finale         | Punteggio |
| 1. | 3 dicembre 2017 | GD Tennis Cup, Adalia | Terra rossa | Melis Sezer    | Pia König Alina Silič        | 6-1, 6-4  |
| 2. | 13 luglio 2019  | Trofeo Mabo, Torino   | Terra rossa | Yuki Naito     | Maiar Sherif Melanie Stokke  | 6-0, 6–2  |
| 3. | 6 novembre 2021 | PAF Open, Haabneeme   | Cemento (i) | Jessica Failla | Maja Chwalińska Adrienn Nagy | 6-3, 6–4  |

#### Sconfitte (7)
| Torneo $100.000 (0) |
| Torneo $80.000 (0)  |
| Torneo $75.000 (0)  |
| Torneo $60.000 (1)  |
| Torneo $50.000 (0)  |
| Torneo $25.000 (3)  |
| Torneo $15.000 (2)  |
| Torneo $10.000 (1)  |

| N. | Data            | Torneo                                                              | Superficie  | Compagna         | Avversarie in finale          | Punteggio        |
| 1. | 26 marzo 2016   | Asia Univ International Women's Open Tennis, Distretto di Nishitama | Cemento     | Momoko Kobori    | Robu Kajitani Mihoki Miyahara | 6–4, 2–6, [6–10] |
| 2. | 6 maggio 2017   | Thailand ITF Women's Pro Circuit, Distretto di Hua Hin              | Cemento     | Fatma Al-Nabhani | Chen Jiahui Zhang Ying        | 4-6, 1-6         |
| 3. | 5 agosto 2017   | Koza WOS Cup, Istanbul                                              | Terra rossa | Melis Sezer      | Dia Evtimova Jasmina Tinjić   | 4-6, 2-6         |
| 4. | 2 febbraio 2018 | McDonald's Burnie International, Burnie                             | Cemento     | Momoko Kobori    | Vania King Laura Robson       | 6(3)-7, 1-6      |
| 5. | 10 marzo 2018   | Yokohama International Tennis Open, Yokohama                        | Cemento     | Momoko Kobori    | Laura Robson Fanny Stollár    | 7-5, 1-6, [4-10] |
| 6. | 6 luglio 2019   | Torneo Internazionale Regione Piemonte, Biella                      | Terra rossa | Yuki Naito       | Elena Bogdan Réka Luca Jani   | 1-6, 3-6         |
| 7. | 18 giugno 2022  | Raanana Women's Tennis Tournament, Ra'anana                         | Cemento     | Rebeka Stolmár   | Lee Ya-hsuan Wu Fang-hsien    | 3-6, 1-6         |